# Pingasa ecchloraria
Pingasa ecchloraria är en fjärilsart som beskrevs av Jacob Hübner 1823. Pingasa ecchloraria ingår i släktet Pingasa och familjen mätare. Inga underarter finns listade i Catalogue of Life.